# الرفيع (بلقرن)
الرفيع إحدى المراكز التابعة لمحافظة بلقرن في منطقة عسير في المملكة العربية السعودية.

## خدمات عامة
- كهرباء.
- هاتف نقال.
- شبكة إنترنت.[1]